# 三池山
三池山（みいけやま、みいけざん）は、福岡県大牟田市と熊本県玉名郡南関町とに跨る山である。標高388.1m。

## 概要
大牟田市の南東部、南関町の南西部にあたる。
大牟田方面から眺めた場合、馬の鞍のように突き出ている山の頂上が三池山の山頂であるかのように見えるが、実際の山頂はその右側に続くなだらかな稜線の部分である。なお、突き出ている山の頂上には三池宮がある。
大牟田市内の学校遠足における定番スポットの一つであり、また元旦には初日の出を拝むために登る人も多い。
ほぼ直下を九州新幹線三池トンネル（全長5,360m）が南北に貫通している。

## 周辺情報

### 普光寺
当山の登山口にある。詳細は普光寺の記事を参照。

### 三池宮
三池山山頂の北側に位置する。
三池宮にはツガニ伝説で有名な三つの池がある。玉姫様を襲う大蛇をツガニ（サワガニ）がハサミで三つに切り、その血が三つの池になったというもので、三池の地名の由来にもなっている。
また、中世の豪族三池氏の山城の跡であることを物語る石垣が、三池宮に現在も残されている。

## 交通
- 西鉄バス大牟田
  - 普光寺バス停より登山口まで徒歩5分、山頂まで徒歩30分[2]